# Cyphomyia scalaris
Cyphomyia scalaris är en tvåvingeart som beskrevs av Jacques-Marie-Frangile Bigot 1875. Cyphomyia scalaris ingår i släktet Cyphomyia och familjen vapenflugor. Inga underarter finns listade i Catalogue of Life.